# Shapez 2
Shapez 2 (стилізовано shapez 2) — гра-симулятор фабрики, яку розробили tobspr Games.

## Геймплей
Подібно до гри-попередника, Shapez, гравці видобувають і обробляють різноманітні ресурси в процедурно згенерованому світі для забезпечення центрального хабу під назвою «Вортекс». Доступні різні типи будівель, наприклад балансири, різаки та екстрактори. У грі немає умов перемоги, і всі будівлі є безкоштовними, тому фабрики теоретично можуть розширюватися нескінченно.
З появою нових форм і розширенням фабрики у ході гри, гравцям потрібно створювати складніші форми, що складаються з багатьох шарів вирізаних і пофарбованих форм. Кожна фігура містить до чотирьох шарів із чотирьох квадрантів. На наступних етапах гри гравцям потрібно буде поставити тисячі копій таких форм у Вортексі.
Основною відмінністю став перехід від 2D до 3D графіки, що дозволяє гравцеві будувати на кількох рівнях. Фігури залишаються двовимірними, та більшість будівель досі можна збудувати лише на одному шарі.
Shapez 2 також прийняв нову тематику: якщо в першої гри був простий білий фон, то у Shapez 2 події відбуваються в космосі. Модульні острови та космічні потяги були представлені разом із новою темою, що дозволяє гравцеві легко копіювати та вставляти розділи фабрик. Гравцям також надається можливість регулювати складність гри, яка визначає розмір ресурсів і розташування островів.

## Розробка та випуск
Перший трейлер Shapez 2 вийшов 16 серпня 2023 року. 25 січня 2024 року в Steam була доступна відкрита демоверсія, яка отримала позитивні відгуки критиків. Shapez 2 був випущений для раннього доступу 15 серпня 2024 року.
Гра була розроблена німецьким інді-розробником tobspr Games на Unity. Студія отримала часткове фінансування у вигляді гранту в розмірі 537 833 євро від уряду Німеччини через «Computerspielförderung des Bundes».
На відміну від попередньої гри, що була безкоштовною і з відкритим кодом, Shapez 2 вимагає покупки.

## Сприйняття
Shapez 2 отримав позитивні відгуки після випуску. Оллі Томс з Rock, Paper, Shotgun описав гру як «незрівнянно приємну», тоді як Лоуренс Скотті з PCGamesN сказав, що гра «має дзен-атмосферу».